# Ухтома (приток Согожи)
Ухто́ма — река Вологодской и Ярославской областях России, левый приток Согожи (бассейн Волги), впадает на 29 км от устья. Длина реки составляет 92 км. Площадь водосборного бассейна — 994 км². Река образуется слиянием Полыгалки и Рыбинки на территории Грязовецкого района Вологодской области. Среднее течение проходит по Первомайскому району Ярославской области, перед устьем река втекает на территорию Пошехонского района. Высота истока — 154 м над уровнем моря.

## Данные водного реестра
По данным государственного водного реестра России относится к Верхневолжскому бассейновому округу, водохозяйственный участок реки — Рыбинское водохранилище до Рыбинского гидроузла и впадающие в него реки, без рек Молога, Суда и Шексна от истока до Шекснинского гидроузла, речной подбассейн реки — Реки бассейна Рыбинского водохранилища. Речной бассейн реки — (Верхняя) Волга до Куйбышевского водохранилища (без бассейна Оки).
Код объекта в государственном водном реестре — 08010200412110000009908.

## Притоки
- 31 км: река Копша (лв)
- 37 км: река Шелекша (лв)
- 39 км: река Людинка (пр)
- 53 км: река Кема (лв)
- 79 км: река Тютешь (лв)